# ديانا بومريند
ديانا بلومبرج بومريند (23 أغسطس 1927 - 13 سبتمبر 2018) كانت عالمة نفس إكلينيكية وتنموية معروفة بأبحاثها حول أساليب التربية ونقدها لاستخدام الخداع في البحث النفسي.

## الحياة المبكرة والتعليم
ولدت بومريند في مجتمع يهودي في مدينة نيويورك، وكانت أول ابنتين لهيمان ومولي بلومبرج. أكملت درجة البكالوريوس في علم النفس والفلسفة في كلية هانتر عام 1948، وحصلت على درجة الماجستير والدكتوراه في علم النفس من جامعة كاليفورنيا، بيركلي. كانت أطروحتها للدكتوراه بعنوان بعض العوامل الشخصية والمواقف التي تحدد السلوك في مجموعة المناقشة.

## المسيرة المهنية
بعد حصولها على الدكتوراه، عملت كطبيبة نفسية في مستشفى كويل التذكاري في بيركلي. كما كانت مديرة لمشروعين في خدمة الصحة العامة الأمريكية ومستشارة في مشروع بولاية كاليفورنيا. من عام 1958 إلى عام 1960، كان لديها أيضًا عيادة خاصة في بيركلي.
كانت عالمة نفس نمو في معهد التنمية البشرية، جامعة كاليفورنيا، بيركلي. كانت معروفة بأبحاثها حول أنماط الأبوة والأمومة وانتقادها للخداع في البحث النفسي، وخاصة تجربة ستانلي ميلجرام المثيرة للجدل.
حددت بومريند ثلاثة أنماط من أنماط الأبوة والأمومة:
- الاستبدادي: يتميز أسلوب الأبوة والأمومة الاستبدادي بارتفاع المطالب مع انخفاض الاستجابة. الوالد الاستبدادي صارم وقاس ومطالب. يقع الآباء المسيئون عادةً في هذه الفئة (على الرغم من حرص بومريند على التأكيد على أن ليس كل الآباء الاستبداديين مسيئين).
- متساهل: يتميز أسلوب الأبوة والأمومة هذا بانخفاض المطالب مع ارتفاع الاستجابة. الوالد المتساهل يستجيب بشكل مفرط لمطالب الطفل، ونادرًا ما يفرض قواعد ثابتة. غالبًا ما يكون للطفل المدلل والدان متساهلان.
- الاستبدادية الإيجابية: يتميز هذا النمط من التربية بالطلب الشديد والاستجابة الهائلة. الوالد الاستبدادي حازم ولكن ليس صارمًا، ومستعدًا لعمل استثناء عندما يستدعي الموقف ذلك. الوالد الاستبدادي يستجيب لاحتياجات الطفل ولكن ليس متسامحًا. توضح بومريند أنها تفضل الأسلوب الاستبدادي.

درست بومريند آثار العقوبة البدنية على الأطفال، وخلصت إلى أن الضرب الخفيف، في سياق أسلوب التربية الاستبدادي (وليس الاستبدادي الإيجابي)، من غير المرجح أن يكون له تأثير ضار كبير، إذا كان المرء حريصًا على التحكم في متغيرات أخرى مثل الوضع الاجتماعي والاقتصادي. لاحظت أن الدراسات السابقة التي توضح وجود علاقة بين العقوبة البدنية والنتائج السيئة فشلت في التحكم في متغيرات مثل الوضع الاجتماعي والاقتصادي. من المرجح أن تستخدم الأسر ذات الدخل المنخفض العقوبة البدنية مقارنة بالأسر الثرية. من المرجح أن يرتكب الأطفال من الأحياء ذات الدخل المنخفض جرائم عنيفة مقارنة بالأطفال من الأحياء الثرية. لكن بومريند اعتقدت أنه عندما يتم إجراء ضوابط مناسبة لدخل الأسرة والمتغيرات المستقلة الأخرى، فإن العقوبة البدنية الخفيفة في حد ذاتها لا تزيد من احتمالية النتائج السيئة. وقد اجتذب هذا التأكيد بدوره انتقادات ونقاط مضادة من باحثين آخرين في نفس المنشور، على سبيل المثال: سواء كانت ضارة أم لا، فما يزال لا يوجد دليل ثابت على التأثيرات المفيدة.
لقد تأثرت في دراساتها بثيودور أدورنو، وإلسا فرينكل برونزويك، وإيجون برونزويك، وديفيد كريتش
توفيت بومريند في سبتمبر 2018 بعد حادث سيارة.